# Майоров, Виктор Алексеевич
Виктор Алексеевич Майоров (1934—1974) — строитель, Герой Социалистического Труда (1966).

## Биография
Виктор Майоров родился 12 января 1934 года в деревне Червоново Смоленского района Смоленской области в семье крестьянина. Окончил школу-семилетку, затем школу фабрично-заводского ученичества по специальности каменщика. С 1950 года работал по специальности, дослужился до бригадира СУ-2 «Смоленскпромстроя». На своей должности зарекомендовал себя как специалист высокого класса. В 1958 году Майоров вступил в КПСС.
Указом Президиума Верховного Совета СССР от 11 августа 1966 года за «выдающиеся успехи, достигнутые в выполнении заданий семилетнего плана по капитальному строительству» Виктор Майоров был удостоен высокого звания Героя Социалистического Труда с вручением ордена Ленина и медали «Серп и Молот».
С 1968 года Майоров возглавлял комплексную бригаду по строительству важных объектов Смоленска. Бригада под его руководством постоянно перевыполняла производственные задания, обеспечивала высокое качество производимых ей строительных работ, занимала первые места в социалистических соревнованиях. Был депутатом Верховного Совета СССР 7-го созыва, депутатом Смоленского городского Совета народных депутатов, членом райкома КПСС.
27 сентября 1968 года Майоров, входивший в специальную группу общественности Смоленска, вместе с Героем Советского Союза Михаилом Камельчиком зажёг факел от Вечного огня на Могиле неизвестного солдата в Москве. После этого факел был доставлен на специальном бронетранспортёре в Смоленск, где от него был зажжён Вечный огонь в Сквере Памяти Героев.
Умер 28 марта 1974 года. Похоронен на Новом кладбище Смоленска.
Был также награждён рядом медалей. Имел звания «Лучший каменщик Министерства строительства РСФСР» и «Заслуженный строитель РСФСР». Фамилия Майорова была занесена в Ленинскую книгу трудовой славы Министерства строительства СССР.